# 山田村 (岡山県小田郡)
山田村（やまだそん）は、岡山県小田郡にあった村。現在の小田郡矢掛町の一部にあたる。

## 地理
- 河川：小田川、道々川[2]

## 歴史
- 1889年（明治22年）6月1日、町村制の施行により、小田郡里山田村、奥山田村、中村が合併して村制施行し、山田村が発足[1][3]。旧村名を継承した里山田、奥山田、中の3大字を編成[3]。
- 1954年（昭和29年）5月1日、小田郡矢掛町、美川村、三谷村、川面村、中川村と合併し矢掛町が存続して廃止された[1][3]。合併後、矢掛町大字里山田・奥山田・中となる[3]。

## 産業
- 農業、養蚕、薄荷、麦稈真田、経木真田[2]

## 教育
- 大字里山田に尋常山田小学校が所在[3]。1893年（明治26年）山田尋常小学校に改称[3]。1910年（明治43年）高等科を併置して山田尋常高等小学校に改称[3]。